# Копчелиите
Копчелѝите е село в Северна България, община Габрово, област Габрово.

## География
Село Копчелиите се намира на около 5 km североизточно от центъра на град Габрово и по-малко от километър от първокласния републикански път I-5 (Русе – Велико Търново – Дряново – Габрово – Казанлък – ГКПП Маказа - Нимфея), минаващ през съседното на север село Донино. Климатът е умерено – континентален, отличаващ се със студена зима и сравнително топло лято. Разположено е в прехода между платото Стражата от север и Габровските възвишения от юг, в направление запад – изток по склон с предимно умерен наклон на юг-югозапад. Надморските височини варират по северната му граница между около 500 m на северозапад и 520 m на североизток, а по южната му граница – между около 465 m на югозапад и 505 m на югоизток.
Селото има непосредствена връзка с минаващия източно край него третокласен републикански път III-5522, водещ от Донино през селата на юг – Иванковци и Орловци, до южния квартал „Беленци“ на Габрово.
Населението на село Копчелиите, наброявало 211 души към 1934 г., след минимум в числеността от 50 души към 1992 г. и известно нарастване през следващите години, към 2019 г. наброява (по текущата демографска статистика за населението) 61 души.

## История
През 1995 г. дотогавашното населено място колиби Копчелиите придобива статута на село..

## Личности
- Илия Илиев - писател, роден на  27 юли 1880 г.

## Население
Преброяване на населението през 2011 г.
Численост и дял на етническите групи според преброяването на населението през 2011 г.:
|                     | Численост | Дял (в %) |
| Общо                | 77        | 100,00    |
| Българи             | 77        | 100,00    |
| Турци               | 0         | 0,00      |
| Цигани              | 0         | 0,00      |
| Други               | 0         | 0,00      |
| Не се самоопределят | 0         | 0,00      |
| Неотговорили        | 0         | 0,00      |

## Обществени институции
Село Копчелиите към 2020 г. е в състава на кметство Донино.
В селото към 2020 г. има:
- действащо читалище „Развитие – Пенчо Дамянов – 2017“;[8][9]
- православна църква „Свети Димитър“.[10]